# Sukanya Srisurat
Sukanya Srisurat (thailändisch สุกัญญา ศรีสุราช, Spitzname Fai (ฝ้าย); * 3. Mai 1995 in der Provinz Chon Buri) ist eine thailändische Gewichtheberin. Sie wurde 2016 in Rio de Janeiro Olympiasiegerin in der Gewichtsklasse bis 58 kg Körpergewicht.

## Werdegang
Sukanya Srisurat begann ihre Karriere 2011 bei der Jugend-Weltmeisterschaft in Lima. In der Gewichtsklasse bis 58 kg Körpergewicht erzielte sie dort im Zweikampf 186 kg (75–111). Mit dieser Leistung lag sie hinter der Chinesin Meng Shanshan auf dem 2. Platz. Bei der Dopingkontrolle wurde sie allerdings positiv auf Metandienon getestet und für zwei Jahre gesperrt. Die Medaille musste sie zurückgeben.
Nach ihrer Sperre erreichte sie bei den Asienmeisterschaften 2013 den sechsten Platz in der Klasse bis 58 kg. 2014 gewann sie bei den Weltmeisterschaften mit 231 kg Silber im Zweikampf hinter der Chinesin Deng Mengrong, die auf 235 kg (105–130) kam. Mit 106 kg gewann Sukanya Srisurat Gold im Reißen.
Bei den Asienmeisterschaften 2015 gewann sie mit 225 kg (104–121) die Goldmedaille. Bei den Weltmeisterschaften im selben Jahr belegte sie im Zweikampf mit 227 kg (106–121) nur den 4. Platz, gewann aber Bronze im Reißen.
Den größten Erfolg in ihrer Laufbahn erzielte Sukanya Srisurat bei den Olympischen Spielen 2016. Sie steigerte in Rio de Janeiro ihre Zweikampf-Bestleistung auf 240 kg (110–130) und gewann damit die Goldmedaille vor ihrer Landsfrau Pimsiri Sirikaew und Kuo Hsing-chun.
Bei der Weltmeisterschaft 2017 in Anaheim kam sie nur auf 225 kg (105–120). Mit dieser Leistung erreichte sie aber trotzdem hinter Kuo Hsing-chun den 2. Platz. Im Reißen wurde sie sogar Weltmeisterin.

## Internationale Erfolge
| Jahr | Platz | Wettbewerb                                      | Gewichtsklasse | Ergebnisse |
| 2011 | disq. | Jugend-WM in Lima                               | bis 58 kg      | mit 186 kg (75-11) ursprünglich 2. Platz hinter Meng Shanshan, China, 213 kg (95–118); nachträglich wegen Dopings disqualifiziert                   |
| 2013 | 6.    | Asienmeisterschaft in Astana                    | bis 58 kg      | mit 205 kg (94–111); Siegerin: Kuo Hsing-chun, Taiwan, 236 kg (102–134) vor Ri Jong-hwa, Nordkorea, 235 kg (105–130)                                |
| 2013 | 2.    | Asiatische Interclub Meisterschaft in Pyöngyang | bis 58 kg      | mit 205 kg (90–115), hinter Chae Myong-mi, Nordkorea, 214 kg                                                                                        |
| 2013 | 1.    | Sea Games in Naypytaw (Myanmar)                 | bis 58 kg      | mit 225 kg (102–123), vor Francisca Diaz Hidilyn, Philippinen, 224 kg (102–122) und Lam Thi Bich, Vietnam, 201 kg (89–112)                          |
| 2014 | 1.    | Junioren-WM in Almaty                           | bis 58 kg      | mit 218 kg (99–119), vor Fernanda Alvarez Yenny, Kolumbien, 213 kg (94–119) und Rim Un-sim, Nordkorea, 212 kg (97–115)                              |
| 2014 | 2.    | WM in Almaty                                    | bis 58 kg      | mit 231 kg (106–125), hinter Deng Mengrong, China, 235 kg (105–130), vor Siripuch Gulnoi Rattikan, Thailand, 231 kg (100–131)                       |
| 2015 | 1.    | Junioren-WM in Wrocław                          | bis 58 kg      | mit 230 kg (105–125), vor Zhou Jun, China, 224 kg (96–128) und Rim Un-sim, 210 kg (95–115)                                                          |
| 2015 | 1.    | Asienmeisterschaft in Phuket                    | bis 58 kg      | mit 225 kg (104–121), vor Li Ping China, 222 kg (96–126) und Asema Sadykowa, Kasachstan, 217 kg (95–122)                                            |
| 2015 | 4.    | WM in Houston                                   | bis 58 kg      | mit 227 kg (106–121), hinter Bojanka Kostowa, Aserbaidschan, 252 kg (112–140), Deng Mengrong, 245 kg (108–137) und Kuo Hsing-chun, 237 kg (104–133) |
| 2016 | Gold  | OS in Rio de Janeiro                            | bis 58 kg      | mit 240 kg (110–130), vor Pimsiri Sirikaew, Thailand, 232 kg (102–130) und Kuo Hsing-chun, 231 kg (102–129)                                         |
| 2017 | 2.    | Sommer-Universiade in Taipei                    | bis 58 kg      | mit 221 kg (100–121), hinter Kuo Hsing-chun, 249 kg (107–142)                                                                                       |
| 2017 | 2.    | WM in Anaheim                                   | bis 58 kg      | mit 225 kg (105–120), hinter Kuo Hsing-chun, 240 kg (105–135), vor Rebeka Koha, Lettland, 222 kg (101–121)                                          |

Erläuterungen
- alle Wettkämpfe im olympischen Zweikampf, bestehend aus beidarmigem Reißen und Stoßen
- OS = Olympische Spiele, WM = Weltmeisterschaft